# 春心蕩漾
《春心蕩漾》（英語：Prime）是一部2005年美國浪漫喜劇電影。由乌玛·瑟曼，梅麗·史翠普和布萊恩·加連保格主演。編劇和導演是本·扬格。该片全球票房為67,937,503美元。